# Nyakörves varjú
A nyakörves varjú (Corvus torquatus) a madarak (Aves) osztályának verébalakúak (Passeriformes) rendjébe, ezen belül a varjúfélék (Corvidae) családjába tartozó faj.

## Rendszerezése
A fajt René Primevère Lesson francia ornitológus írta le 1831-ben. Használják a Corvus pectoralis névet is.

## Előfordulása
Kína, Hongkong, Tajvan és Vietnám területén honos. Természetes élőhelyei a szubtrópusi és trópusi füves puszták, valamint kultúrtájak, mint például a rizsföldek, vidéki kertek és városi régiók. Állandó, nem vonuló faj.

## Megjelenése
Testhossza 55 centiméteres, testtömege 347-512 gramm, körülbelül akkora vagy valamivel nagyobb, mint a kormos varjú (Corvus corone). A kormos rokonától eltérően a szárnyai, farktollai és a csőre kicsivel hosszabbak. A tarkója, a hátának eleje, valamint a torkától a begye aljáig fehér – a begyének közepe viszont fekete –, míg tollazatának többi része fényesen fekete. A csőre, lábai és lábfejei szintén feketék. Az elterjedési területének egyes részein, csak az örvös csókával (Corvus dauuricus) téveszthető össze, bár az utóbbi jóval kisebb.
Röpte lomha, könnyed; ekkortájt lábfejeit nem húzza hátra, hanem a teste alatt lógnak. Hangja, hosszú és erős „kááár”, melyet módosítani képes az alkalomnak megfelelően. E hang mellett csőrcsattogtatással is kommunikál.

## Életmódja
Tápláléka magokból, akár rizsből is, rovarokból, puhatestűekből és egyéb gerinctelenekből - akár ha azok sekély vízben is találhatók - tevődik össze. A döghúsból nem táplálkozik olyan nagy mértékben, mint más Corvus-fajok, viszont tojásokat és madárfiókákat rabol.

## Szaporodása
A fészkét faodvakba építi; az odú nyílását sárral tömi el. Egy fészekaljban általában 3-4 tojás van.

## Természetvédelmi helyzete
Az elterjedési területe még nagyon nagy, egyedszáma 2500-9999 példány közötti és csökken. A Természetvédelmi Világszövetség Vörös listáján sebezhető fajként szerepel.

## Képek

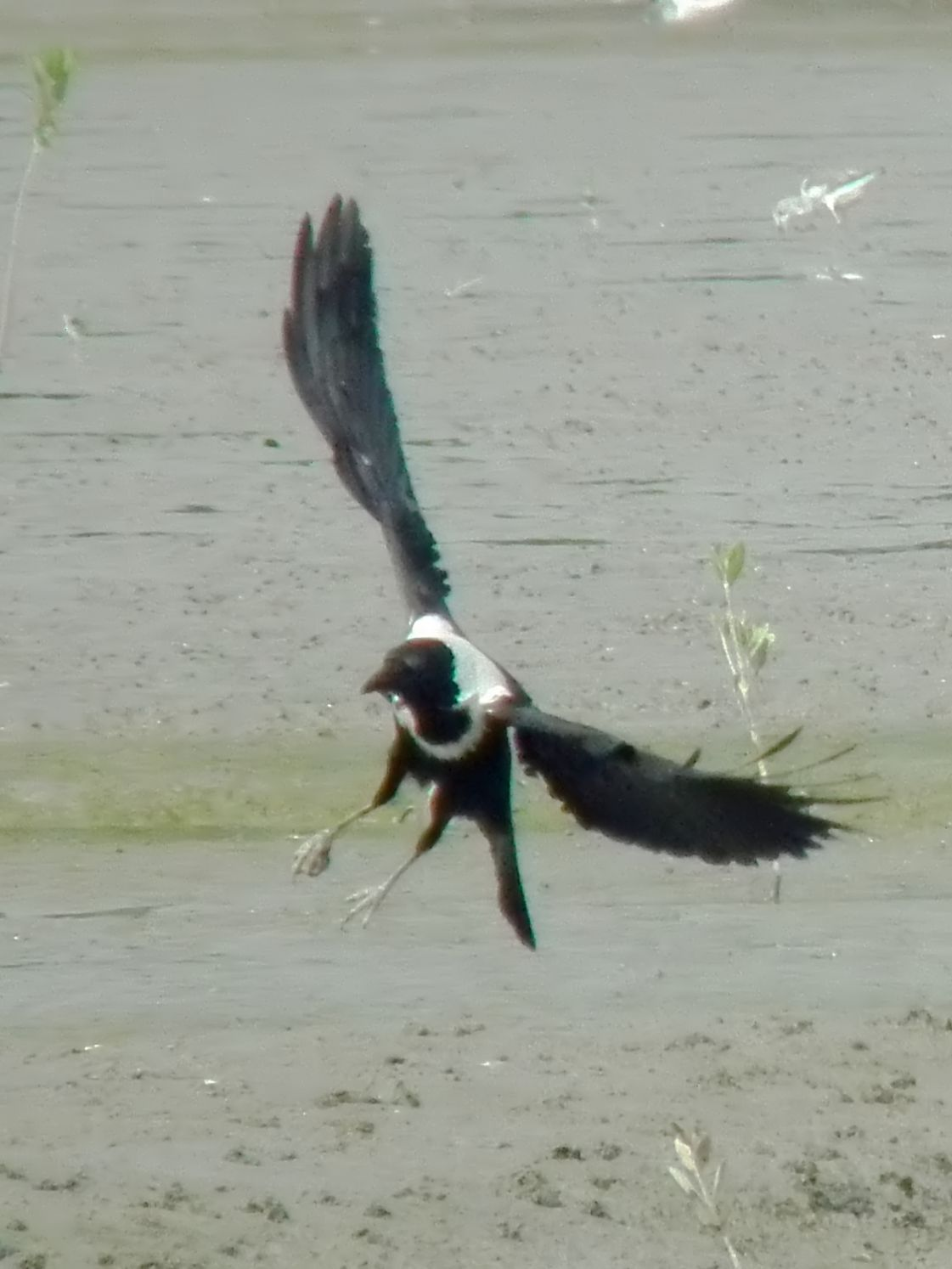
Repülés,
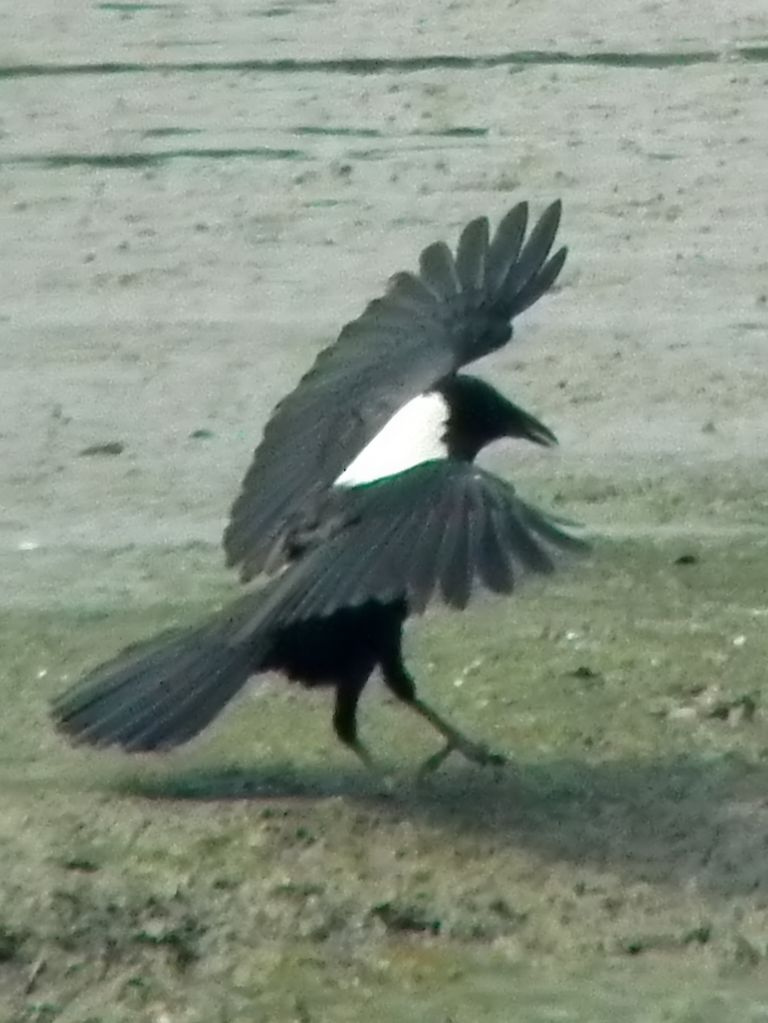
landolás
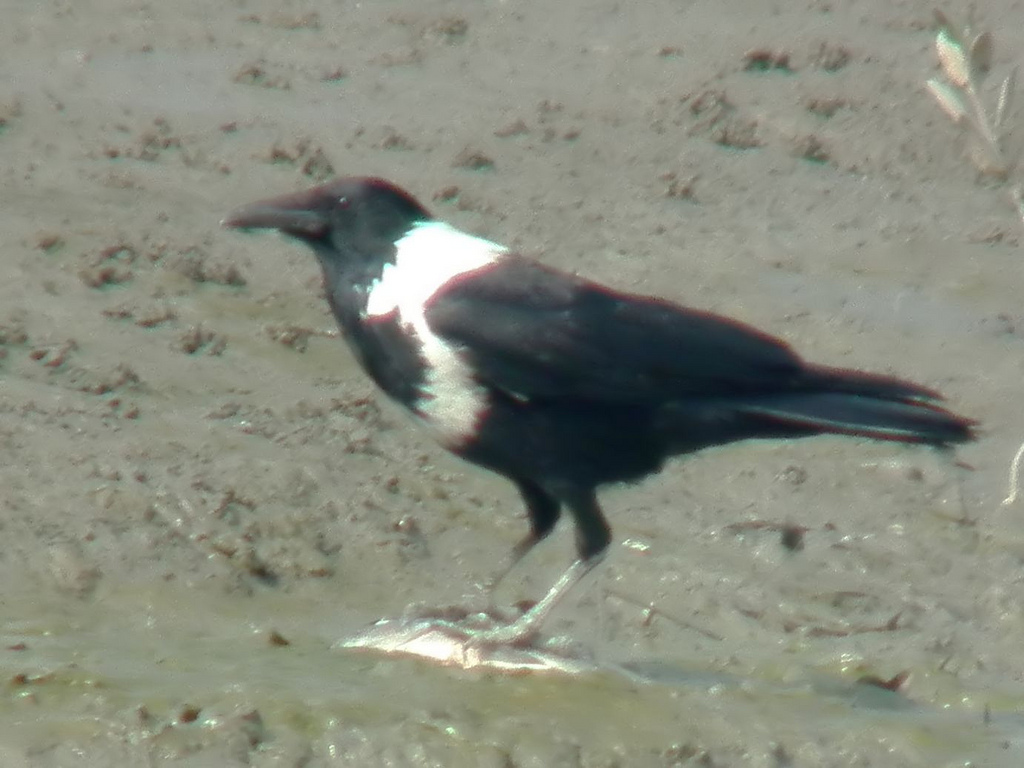
és táplálkozás közben

### Fordítás
- Ez a szócikk részben vagy egészben  a   Collared crow című angol Wikipédia-szócikk ezen változatának fordításán alapul.  Az eredeti cikk szerkesztőit annak laptörténete sorolja fel. Ez a jelzés csupán a megfogalmazás eredetét és a szerzői jogokat jelzi, nem szolgál a cikkben szereplő információk forrásmegjelöléseként.